# Fang Hao
Fang Hao (en chino: 方昊; pinyin: Fāng Hào; Yangzhou, Jiangsu, 3 de enero de 2000) es un futbolista chino que juega en la demarcación de delantero para el Beijing Guoan FC de la Superliga de China.

## Selección nacional
Hizo su debut con la selección absoluta de China el 20 de julio de 2022 contra Corea del Sur en un partido del Campeonato de Fútbol de Asia Oriental de 2022 que finalizó con un resultado de 0-3 a favor del combinado surcoreano tras los goles de Cho Gue-sung, Kwon Chang-hoon y un autogol de Zhu Chenjie.

## Clubes
| Club                             | País   | Año       | Partidos | Goles |
| -------------------------------- | ------ | --------- | -------- | ----- |
| Desportivo Brasil (cedido)       | Brasil | 2019-2020 | 7        | 0     |
| Inner Mongolia Zhongyou (cedido) | China  | 2020      | 12       | 2     |
| Wuhan Yangtze River FC (cedido)  | China  | 2021      | 20       | 1     |
| Shandong Taishan FC              | China  | 2021-2022 | 3        | 0     |
| Beijing Guoan FC                 | China  | 2023-     | 55       | 8     |